# Abbassi (Münze)

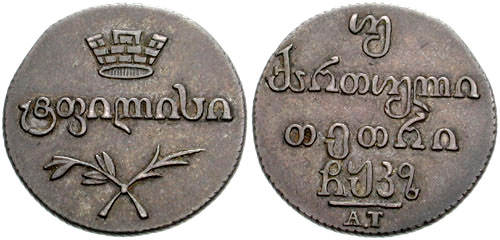
Georgische Abbassi/Abazi-Münze gerägt unter russischer Herrschaft in Tiflis 1827

Ein Abbassi (auch: Abazi) ist eine Anfang des 17. Jahrhunderts eingeführte, ursprünglich persische Silbermünze. Die Bezeichnung der Münze ist von Abbas I. abgeleitet, der damals Schah von Persien war.
Die ersten Abbassi wurden um 1620 geprägt und hatten eine Masse von 7,7 g. Vier Sahis ergaben einen Abbassi und 50 Abbassi einem goldenen Toman. Bei sich verringerndem Feingehalt an Silber erfolgte die Prägung bis zur Mitte des 18. Jahrhunderts.
Mitte des 18. Jahrhunderts befand sich die heutige georgische Hauptstadt Tiflis zeitweise unter persischer Kontrolle. Es setzten in Tiflis ab 1762 weitere Prägungen einer Abbassi/Abazi genannten Münze ein, die etwa 3 g Silber enthielt. Nach Übernahme Georgiens durch das russische Kaiserreich wurde die Prägung von 1803 bis 1833 weitergeführt. 1 Abazi war 20 Kopeken wert.